# Titiotus
Titiotus es un género de arañas de la familia Zoropsidae.

## Especies
- Titiotus californicus Simon, 1897
- Titiotus costa Platnick & Ubick, 2008
- Titiotus flavescens (Chamberlin & Ivie, 1941)
- Titiotus fresno Platnick & Ubick, 2008
- Titiotus gertschi Platnick & Ubick, 2008
- Titiotus hansii (Schenkel, 1950) – USA
- Titiotus heberti Platnick & Ubick, 2008
- Titiotus humboldt Platnick & Ubick, 2008
- Titiotus icenoglei Platnick & Ubick, 2008
- Titiotus madera Platnick & Ubick, 2008
- Titiotus marin Platnick & Ubick, 2008
- Titiotus roadsend Platnick & Ubick, 2008
- Titiotus shantzi Platnick & Ubick, 2008
- Titiotus shasta Platnick & Ubick, 2008
- Titiotus tahoe Platnick & Ubick, 2008
- Titiotus tulare Platnick & Ubick, 2008